# Фоса Лојера (Бреша)
Фоса Лојера је насеље у Италији у округу Бреша, региону Ломбардија.
Према процени из 2011. у насељу је живело 29 становника. Насеље се налази на надморској висини од 71 м.